# Ochrilidia albrechti
Ochrilidia albrechti är en insektsart som beskrevs av Nicholas David Jago 1977. Ochrilidia albrechti ingår i släktet Ochrilidia och familjen gräshoppor. Inga underarter finns listade i Catalogue of Life.